# Branko Ostojić
Branko Ostojić (serb. cyr. Бранко Остојић, ur. 3 stycznia 1984 w Goraždzach) – serbski piłkarz występujący na pozycji środkowego obrońcy lub defensywnego pomocnika w serbskim klubie Sloboda Čačak, którego jest wychowankiem.